# 徳島県道267号白地州津線
徳島県道267号白地州津線（とくしまけんどう267ごう はくちしゅうづせん）は、徳島県三好市を通る一般県道である。

## 概要
三好市池田町白地から三好市池田町州津に至る。

### 路線データ
- 起点：三好市池田町白地（国道192号交点）
- 終点：三好市池田町州津（洲津堂面交差点、香川県道・徳島県道5号観音寺池田線交点）
- 総延長：7.253 km[1]

## 歴史
- 1959年（昭和34年）1月31日 - 徳島県道114号白地州津線として認定。
- 1972年（昭和47年）3月10日 - 徳島県道267号白地州津線として再認定。
- 2003年（平成15年）3月21日 - 国道32号四国中央橋の供用により，終点側約1.2 kmが同国道との重用区間となる。
- 2021年（令和3年）4月1日 - 前年の国道32号猪ノ鼻道路の供用に伴い、終点側約0.6 kmが国道指定を取り消され、再び単独区間となる[2]。

## 路線状況

### 重複区間
- 国道32号・国道319号（三好市池田町州津）

### 道路施設

#### 橋梁
- 猿子橋（猿子谷、三好市）
- 箸蔵大橋（鮎苦谷川、三好市）

## 地理

### 通過する自治体
- 徳島県
  - 三好市

### 交差する道路
| 交差する道路                                                  | 交差する場所 | 交差する場所          |
| ------------------------------------------------------------- | ------------ | --------------------- |
| 国道192号 徳島県道268号野呂内三縄停車場線 重複                | 池田町白地   | 起点                  |
| 国道32号 重複区間起点 国道319号 重複区間起点                  | 池田町州津   |                       |
| 国道32号 / 猪ノ鼻道路 重複区間終点 国道319号 重複区間終点     | 池田町州津   |                       |
| 香川県道・徳島県道5号観音寺池田線 徳島県道12号鳴門池田線 重複 | 池田町州津   | 州津堂面交差点 / 終点 |

### 沿線
- 白地郵便局
- 吉野川
- 池田ダム
- 三好市立箸蔵小学校